# 麻姑酒
麻姑酒是江西南城出产的一种以当地糯米为主料的甜黄酒，外加何首乌、灵芝等二十多味中药，用入选江西省级非物质遗产的传统酿造工艺酿制。此酒原为国营南城麻姑酒厂所出，年产量曾达五千余吨，但后来因体制和市场变化等问题，酒厂破产停产，现仅由当地一家由原厂职工成立的民企继续生产，但年产量已大为减少，下降至区区十余吨。